# Csörög
Csörög is een plaats (község) en gemeente in het Hongaarse comitaat Pest. Csörög telt 1528 inwoners (2001).